# Petr Lukáš
Petr Lukáš (* 24. dubna 1978, Praha) je bývalý český profesionální fotbalista, obránce. Momentálně dělá manažera v FK Dobrovice na Mladoboleslavsku. Jeho bratr Pavel byl také ligový fotbalista.
Rodák ze Záp hrál za žáky Sparty, čtyři roky v mladším i starším dorostu strávil v Mladé Boleslavi, poté nastupoval převážně za sparťanské béčko, odkud v roce 2000 odešel do Jablonce a hned za půl roku, v zimě 2001 přestoupil do Slovanu Liberec, jemuž v následující sezóně pomohl získat historicky první ligový titul. V létě 2005 se vrátil do Sparty, ovšem tam se dlouhodobě neprosadil a v září 2006 odešel do Teplic na hostování do konce sezóny. Do Teplic následně přestoupil a zůstal tam šest let, s výjimkou půlročního hostování v rakouském LASK Linec. V 35 letech ukončil profesionální dráhu a v dubnu 2013 odešel do divizního FK Dobrovice. Od roku 2014 hrál 1.A třídu za Dlouhou Lhotu, v roce 2016 se ale vrátil do v té době již třetiligové Dobrovice.
Za svou bohatou ligovou kariéru nastoupil v české a rakouské nejvyšší soutěži celkem do 281 utkání a vsítil 14 branek.